# Neoma
Neoma is een kevergeslacht uit de familie van de boktorren (Cerambycidae). De wetenschappelijke naam van het geslacht werd voor het eerst geldig gepubliceerd in 2011 door Santos-Silva, Thomas & Wappes.

## Soorten
Neoma is monotypisch en omvat slechts de volgende soort:
- Neoma corrosa (Bates, 1879)